# Норт (острів)
Норт (фр. Île du Nord) — невеликий гранітний острів у складі Внутрішніх Сейшельських островів. Належить російському мільярдерові Михайлу Прохорову.

## Географія
Острів Норт розташований за 5 км на північ від острова Силует та за 27 км на північний захід від острова Мае. Довжина острова становить 2,2 км, ширина — 1,4 км. Найвища точка острова має висоту більше ніж 200 м.
Острів має чотири пляжі: Іст-Біч (East Beach), Вест-Біч (West Beach) або Гран-Анс (Grande Anse), Ханімун Коув (Honeymoon Cove) та Дайв-Біч (Dive Beach).

## Історія
Норт став одним з перших островів Сейшельського архіпелагу, де побували європейці — у 1609 році експедиція Александра Майє з Британської Ост-Індської компанії доповіла про відкриття острова, де жила велика колонія гігантських черепах.
З 1826 року до 1970-х років островом володіла родина Бофон (Beaufond) з Реюньйона. В ті часи на острові були плантації фруктових дерев та спецій, також вироблялися гуано, риб'ячий жир та копра. Коли у 1970-х роках острів продали, господарство занепало, острів захопили здичавілі свійські тварини та бур'яни.
У 1997 році острів за 5 млн доларів США придбала південно-африканська компанія Wilderness Holdings Limited, яка займається еко-туризмом. У 2003 році на острові було відкрито курорт на 11 вілл. Тут у травні 2011 року провели свій медовий місяць принц Вільям та Кейт Міддлтон.
У 2011 році острів придбав російський мільярдер Михайло Прохоров, заплативши близько €25 млн.